# Бурмич, Анатолий Петрович
Анатолий Петрович Бурмич (укр. Анатолій Петрович Бурміч; род. 13 августа 1962 года) — украинский политик, народный депутат Украины IX созыва.

## Биография
Образование высшее.
Бурмич работал заместителем начальника управления Службы безопасности Украины в Кировоградской области.
Кандидат в народные депутаты от партии «Оппозиционная платформа — За жизнь» на парламентских выборах 2019 года, № 20 в списке. На время выборов: начальник отдела ассоциации ветеранов «Альфа» СБУ «Славяне», член партии «Оппозиционная платформа — За жизнь». Проживает в городе Киеве.
Член Комитета Верховной Рады по вопросам антикоррупционной политики.